# Hohenwart
Hohenwart è un comune tedesco di 4 345 abitanti, situato nel land della Baviera.